# Caravelli
Caravelli, pseudônimo de Claude Vasori (Paris, 12 de setembro de 1930 - Le Cannet, 1 de abril de 2019) foi um maestro, compositor, arranjador e pianista francês de origem italiana, que se dedicou principalmente ao gênero easy listening e também a música cinematográfica. Juntamente com sua orquestra, Caravelli gravou quarenta álbuns entre o início dos anos sessenta e o final dos anos oitenta.

## Biografia
Claude Vasori nasceu em Paris, em 12 de setembro de 1930, filho de mãe francesa e de pai originário de Milão, Itália.
Ele se tornou maestro aos 26 anos. Claude escolheu seu nome artístico em homenagem ao primeiro avião a jato comercial francês: o Caravelle. Adaptou o nome para "Caravelli", como na língua italiana, para lembrar as origens de seu pai. 
Em 1962, ele compôs a trilha sonora do filme Et Satan conduit le bal, dirigido por Grisha Dabat e estrelado por Catherine Deneuve. 
Em 1973, algumas faixas que ele compôs foram incluídas no álbum de Frank Sinatra, Old Blue Eyes Is Back.
Caravelli morreu em 1 de abril de 2019, em Le Cannet, aos 88 anos.

## Discografia

### Álbuns
- 1962: Dites-le avec des fleurs
- 1962: Dites-le avec des notes
- 1963: Les musiques du film Blanche-Neige et les sept nains
- 1964: Caravellissimo!
- 1967: Please Love Me
- 1967: Aranjuez Mon Amour
- 1968: Eloïse
- 1969: Que Je T'Aime
- 1969: L'Orage
- 1970: Plays For Lovers
- 1970: Caravelli
- 1970: Quanto Ti Amo
- 1970: Midnight Cowboy
- 1971: Sinfonía Num. 40 De Mozart
- 1972: L'Avventura
- 1972: Ambiance Danse Stereo
- 1974: La Fete
- 1975; Une Fille Aux Yeux Clairs
- 1975: Dolannes Melodie
- 1975: We May Never Love Like This Again
- 1976: Rockin' Strings
- 1976: Caravelli
- 1976: Michèle
- 1976: April Orchestra Vol. 12
- 1976: Star Wars
- 1977: Perpetuum Mobile
- 1977: April Orchestra Vol.16 Présente Caravelli
- 1977: L'Oiseau Et L'Enfant
- 1977: By Request
- 1978: Dans Les Yeux D'Emilie
- 1978: Patrick Vasori / Caravelli: April Orchestra Vol. 31 - Claviers Electroniques
- 1979: Je L'Aime A Mourir
- 1980: Caravelli Joue ABBA
- 1980: Simon and Garfunkel Greatest Hits Played By Caravelli
- 1981: Caravelli Joue Julio Iglesias
- 1981: Patrick Vasori / Caravelli: April Orchestra Vol. 40
- 1982: Каравелли В Москве (Caravelli In Moscow)
- 1983: Caravelli plays Seiko Matsuda
- 1983: The Best of Caravelli"
- 1985: L'Amour En Heritage
- 1987: Passions
- 1989: Blue Rondo
- 2002: Un nouveau jour est arrivé : A new day has come